# 勝股秀通
勝股 秀通（かつまた ひでみち、1958年- ）は、日本の社会学者、著述家。元読売新聞記者。日本大学危機管理学部特任教授。

## 来歴
千葉県生まれ。青山学院大学経営学部経営学科を経て、1983年、読売新聞入社。東京地検でリクルート事件を取材。1993年から防衛省担当。1999年には民間人として初めて、防衛大学校総合安全保障研究科を修了。2015年4月、日本大学総合科学研究所教授。2016年4月危機管理学部教授。2024年4月危機管理学部特任教授。

## 著書
- 『自衛隊、動く』（ウェッジ、2014年）
- 『検証 危機の25年』（並木書房、2017年）